# Burgena leucida
Burgena leucida är en fjärilsart som beskrevs av Jordan 1912. Burgena leucida ingår i släktet Burgena och familjen nattflyn. Inga underarter finns listade i Catalogue of Life.